# Chatelperronense
Chatelperronense é o nome dado a uma indústria arqueológica comumente associada ao neandertal (Homo neanderthalensis). A indústria Chatelperronense é caracterizada pela presença de ornamentos e ferramentas ósseas decoradas, bem como pela presença de lâminas curvadas e pontiagudas. O nome “Chatelperronense” é uma referência à comuna de Châtelperron, França, que fica próxima ao sítio tipo (ou seja, o sítio originalmente descoberto e assim classificado) desta indústria: La Grotte des Fées. 
O registro Chatelperronense é posicionado estratigraficamente entre o Musteriense (do Paleolítico Médio) e o Aurignaciano (do Paleolítico Superior), havendo estimativas de sua ocorrência há algo entre 44 e 40 mil anos. Evidências da indústria Chatelperronense podem ser encontradas em sítios na França e no norte da Espanha.
A indústria Chatelperronense é caracterizada por uma série de controvérsias. Algumas das principais discussões remetem à atuação de neandertais ou humanos modernos (Homo sapiens) em sua construção, e à sua relação com outras indústrias temporalmente próximas.

## Classificação
Originalmente, graças à sua posição no registro estratigráfico e aos artefatos encontrados nos sítios, a indústria Chatelperronense foi considerada um produto humano moderno (Homo sapiens). Com o tempo, essa relação começou a ser questionada e, com o encontro de um esqueleto completo de um Homo neanderthalensis em um sítio Chatelperronense, e com a reavaliação de uma série de evidências antes relacionadas ao humano moderno, o registro Chatelperronense passou a ser associado aos neandertais.
Com a ligação desse registro ao neandertal, houve uma descrição da indústria Chatelperronense ligada a um paradigma de progresso, que resultou neste registro sendo classificado como uma indústria intermediária, ou de transição, entre a indústria Musteriense (do Paleolítico Médio) e aquelas do Paleolítico Superior. A classificação como indústria de transição foi apoiada por dois motivos principais: a localização temporal do registro Chatelperronense na transição entre os Paleolíticos Médio e Superior, e por este ser um jeito de resolver a visão, na época paradoxal, de que neandertais teriam acesso à cultura material característica ao Paleolítico Superior.
Essa visão é problemática por apresentar uma ilusão de que a indústria Chatelperronense teria surgido visando transformar elementos de indústrias anteriores em elementos de indústrias do Paleolítico Superior, e também por sugerir que a indústria Chatelperronense é um passo intermediário essencial na evolução das indústrias. Atualmente, entende-se que a visão de que esta é um passo intermediário entre as demais indústrias está equivocada.
Embora a classificação do Chatelperronense ainda seja um assunto em constante discussão, estudos recentes apontam que esta indústria é suficientemente diferente daquelas do Paleolítico Médio para ser classificada como uma indústria propriamente pertencente ao Paleolítico Superior.

## Características

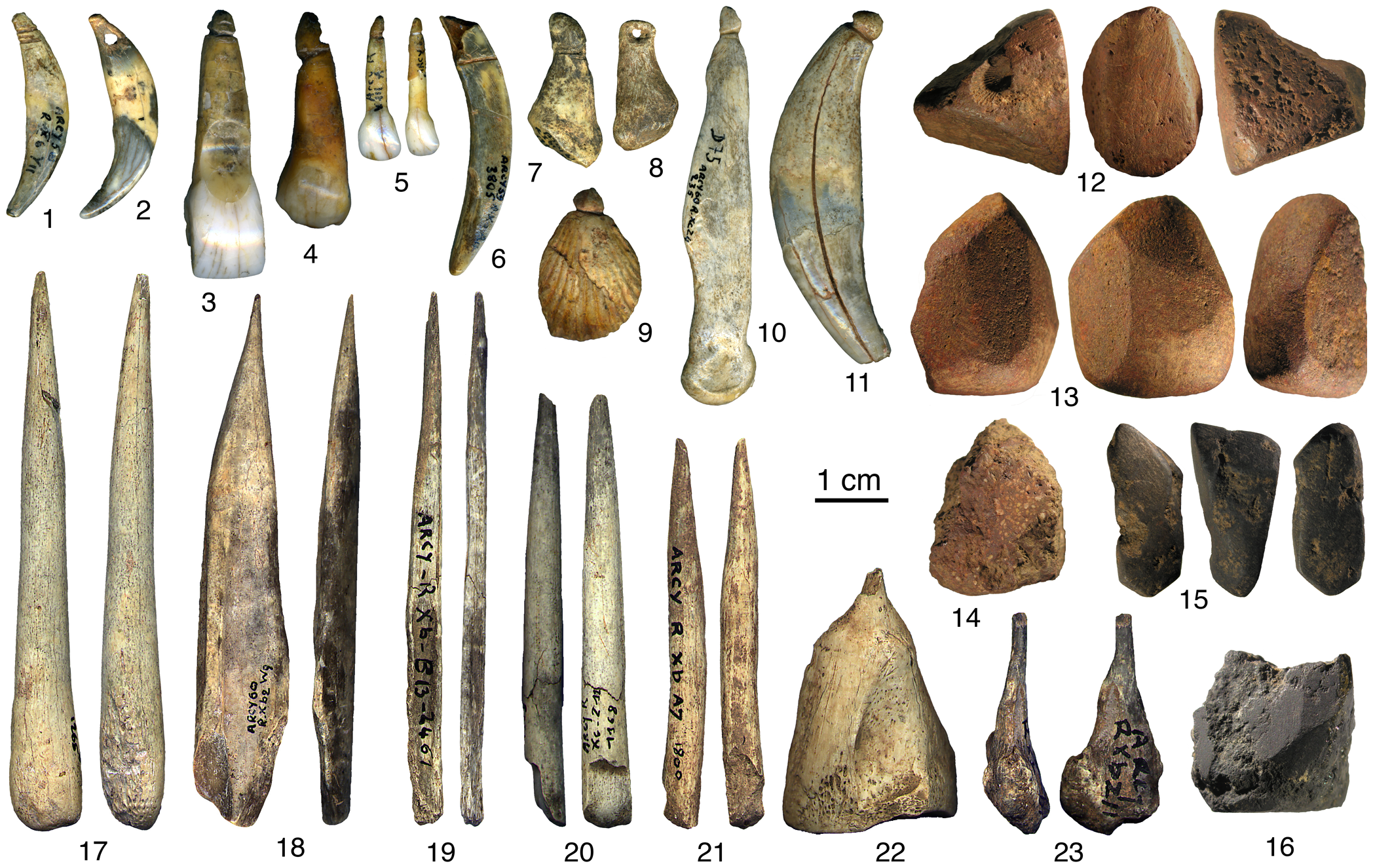
Alguns itens recuperados em sítios da indústria Chatelperronense.

A indústria lítica Chatelperronense apresenta diversos categorias de ferramentas, lâminas, lâminas pequenas, raspadores, pontas, facas, perfuradores, entre outras, além de ferramentas retocadas. E entre os sítios Chatelperronenses encontrados, as maneiras de produção e formas dessas ferramentas possuem características semelhantes, que caracterizam essa indústria e a diferenciam de outras presentes em espaços próximos.
Uma das principais características da indústria lítica Chatelperronense é a presença frequente de ferramentas com seções transversais assimétricas, como pontas, lâminas e pequenas lâminas. Essa assimetria pode ocorrer tanto pelo método usado na produção dessas ferramentas quanto pela maneira como são retocadas. Além disso, outras características que podem ser citadas são a extração principalmente unidirecional de fragmentos para a produção das ferramentas e a presença de uma superfície natural, sem ser descamada ou retocada.
Quanto às lâminas produzidas, uma característica importante dessa indústria, e que a diferença de outras, é a produção pela descamação de superfícies distintas, adjacentes e com certa angulação entre elas, enquanto outras indústrias usavam técnicas de descamação ao redor de uma só superfície.
Já quanto aos raspadores, há um tipo considerado diagnóstico de Chatelperronense, são raspadores com a frente arredondada ou semi-circular. Além deste, há outro tipo que também é bastante frequente nos sítios dessa indústria, raspadores produzidos a partir do retoque laminar de fragmentos gerados na produção das lâminas.
A indústria de ossos também é importante e característica, havendo várias ferramentas descritas, como pontas, furadores, pinos, hastes e ferramentas de escavação. Entretanto, na indústria de ossos, há outros artefatos importantes considerados decorativos, ornamentais ou simbólicos. Entre eles, os que mais aparecem são dentes sulcados, mas há registros, também, de ossos e conchas sulcados, além de dentes e falanges perfurados e artefatos como anéis de marfim. Uma das interpretações dos dentes sulcados e perfurados é que seriam usados para ornamentação corporal, e para as conchas perfuradas, é de que deveriam ser penduradas.
É importante comentar que esses diferentes objetos encontrados no registro Chatelperronense, como dentes perfurados de animais e anéis feitos de dentes de mamute, apontam para um grande comportamento simbólico entre os neandertais, desafiando a concepção de que este seria único à espécie humana.

## Descoberta do sítio La Grotte des Fées

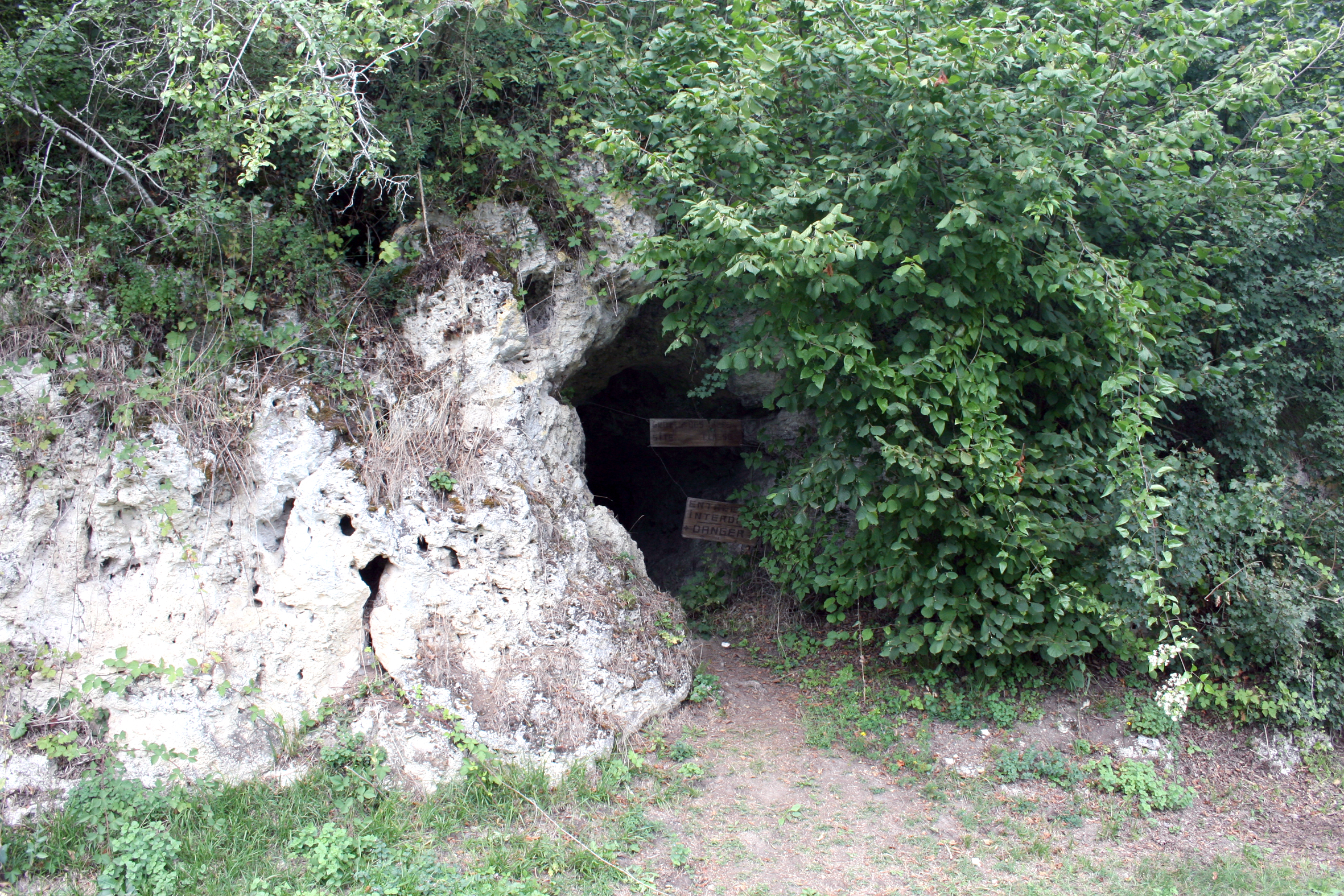
Entrada de La Grotte des Fées, um dos mais importantes sítios para o registro Chatelperronense.

A descoberta do primeiro sítio Chatelperronense, La Grotte des Fées, ocorreu nos anos 1840, quando escavações foram realizadas no local para a construção de uma linha ferroviária. Após mais de meio século de escavações na região, o arqueólogo Henri Breuil classificou o sítio, em 1910, com o que ficou conhecida como a primeira descrição da indústria Chatelperronense (originalmente nomeada "Aurignacien Inférieur", ou "Aurignaciano Inferior"). 
Posteriormente, escavações realizadas em La Grotte des Fées ao longo dos anos 1950 evidenciaram que o sítio apresentava ao menos oito camadas arqueológicas diferentes, sendo cinco delas (as mais recentes) pertencentes ao Chatelperronense, e três (mais profundas) pertencentes ao registro Musteriense.

## Distribuição
Atualmente, são reconhecidos cerca de 50 sítios arqueológicos da indústria Chatelperronense, sendo eles encontrados na Europa, mais precisamente na França e no norte da Espanha. Alguns dos principais sítios arqueológicos creditados à indústria Chatelperronense incluem La Grotte de Fées (França), o primeiro sítio descoberto da indústria, e Grotte du Renne (França), um sítio onde diferentes objetos decorativos e ornamentais foram recuperados.
Temporalmente, é possível observar que, em todos os sítios onde foram encontrados registros do Musteriense e do Chatelperronense, o último se encontrava acima do primeiro, o que indica que a indústria Chatelperronense teria ocorrido após a indústria Musteriense. É importante lembrar, entretanto, que a indústria Chatelperronense não surgiu em simultâneo, em toda a Europa, o que é evidenciado por sítios como Arcy-sur-Cure (França), cujo registro da indústria Chatelperronense se inicia significativamente antes do fim do Musteriense em outros sítios da Europa.

## Controvérsias
O registro Chatelperronense passou por diversas controvérsias ao longo dos anos. A associação dos neandertais a uma cultura material como a do Chatelperronense foi alvo de grandes críticas, o que resultou em hipóteses como a de que o registro seria resultado de uma mescla de diferentes registros, com os artefatos característicos ao Paleolítico Superior tendo se misturado com camadas estratigráficas mais profundas. Apesar da plausibilidade dessa hipótese, o sítio La Grande Roche (também conhecido como Quinçay) apresenta registros da indústria Chatelperronense, com elementos característicos do Paleolítico Superior, mas não apresenta nenhuma camada estratigráfica tradicionalmente relacionada ao Paleolítico Superior. A ausência de uma camada tradicional do Paleolítico Superior aponta para a hipótese da mistura entre registros como talvez não sendo a mais apropriada para explicar o registro Chatelperronense.
Hoje em dia é aceito que a indústria Chatelperronense foi criada por neandertais, porém ainda há discussões quanto ao papel desses neandertais nessa criação. Enquanto alguns estudiosos defendem que a indústria Chatelperronense seria o resultado da influência do contato humano moderno (Homo sapiens) com os neandertais, outros apontam para essa como uma indústria independente, que teria sido desenvolvida unicamente pelos neandertais antes da chegada humano moderno àquela região.
Atualmente, diversas evidências indicam que os neandertais apresentavam comportamento altamente complexo e simbólico. No sítio Grotte du Renne (França), foram recuperados exemplos de itens decorativos e ornamentais nos níveis referentes ao registro Chatelperronense, como, por exemplo, dentes de animais perfurados, ou anéis realizados de marfim, juntamente a amostras de DNA neandertal, o que é tido como uma evidência para o papel dos neandertais na produção dessa indústria. Esses objetos apontam para uma alta capacidade cognitiva, simbólica e cultural por parte dos neandertais, quebrando a ideia de que essas seriam características únicas do ser humano moderno.
Um estudo de 2023 de fóssil de osso do quadril encontrado na França pode ter pertencido a uma linhagem inicial do Homo sapiens humano moderno, sutilmente diferente dos humanos modernos atuais. O fóssil sugere que um grupo muitas vezes considerado exclusivamente Neandertal na Europa pode ter consistido de Neandertais e humanos modernos vivendo juntos. O osso do quadril, com cerca de 2,5 centímetros de largura, foi encontrado em uma camada anteriormente datada de cerca de 40.680 a 42.335 anos de idade. Os cientistas encontraram outros restos mortais lá que o DNA revelou serem de origem Neandertal. O sítio Châtelperronian, a caverna Grotte du Renne em Arcy-sur-Cure, cerca de 200 quilômetros a sudeste de Paris.